# Secret Sphere
Secret Sphere je italská symfonic powermetalová hudební skupina založená kytaristou Aldo Lonobilim v roce 1997 ve městě Piemont. Debutové album Mistress of the Shadowlight vydali v roce 1999 pod vydavatelstvím Elevate Records a dále následovalo sedm studiových alb, přičemž poslední z nich vyšlo v roce 2017 pod názvem The Nature of Time.
Sama skupina svůj styl popisuje jako „symfonický power metal s chytlavými refrény, velkolepými aranžmá a s množstvím vlivů z dalším hudebních žánrů (od hard rocku k progresivnímu metalu)“.

## Členové
- Michele Luppi – zpěv (od 2012)
- Aldo Lonobile – kytara (od 1997)
- Andy Buratto – basová kytara (od 1997)
- Gabriele Ciaccia – klávesy (od 2009)
- Marco Lazzarini – bicí (od 2013)

Bývalí členové
- Roberto Messina – zpěv (1997–2012)
- Paolo Giantotti – kytara (1997–2009)
- Antonio Agate – klávesy (1997–2009)
- Luca Cartasegna – bicí (1998–2003)
- Federico Pennazzato – bicí (2005–2013)
- Cristiano Scagliotti – bicí (1997–1998)
- Daniel Flores – bicí (2004–2005)
- Marco Pastorino – kytara) (2009–2017)
- Gianmaria Saggi – kytara (1997)
- Dave Simeone – bicí (2004)

## Diskografie
- Mistress of the Shadowlight (1999)
- A Time Never Come (2001)
- Scent of Human Desire (2003)
- Heart & Anger (2006)
- Sweet Blood Theory (2008)
- Archetype (2010)
- Portrait of a Dying Heart (2012)
- The Nature of Time (2017)
- Lifeblood (2021)

Koncertní alba
- One Night in Tokyo (2016, CD+DVD)

Demo alba
- Between Story and Legend (1998)